# Aleuas toltecus
Aleuas toltecus är en insektsart som först beskrevs av Henri Saussure 1861.  Aleuas toltecus ingår i släktet Aleuas och familjen gräshoppor. Inga underarter finns listade i Catalogue of Life.